# Deutschvilla

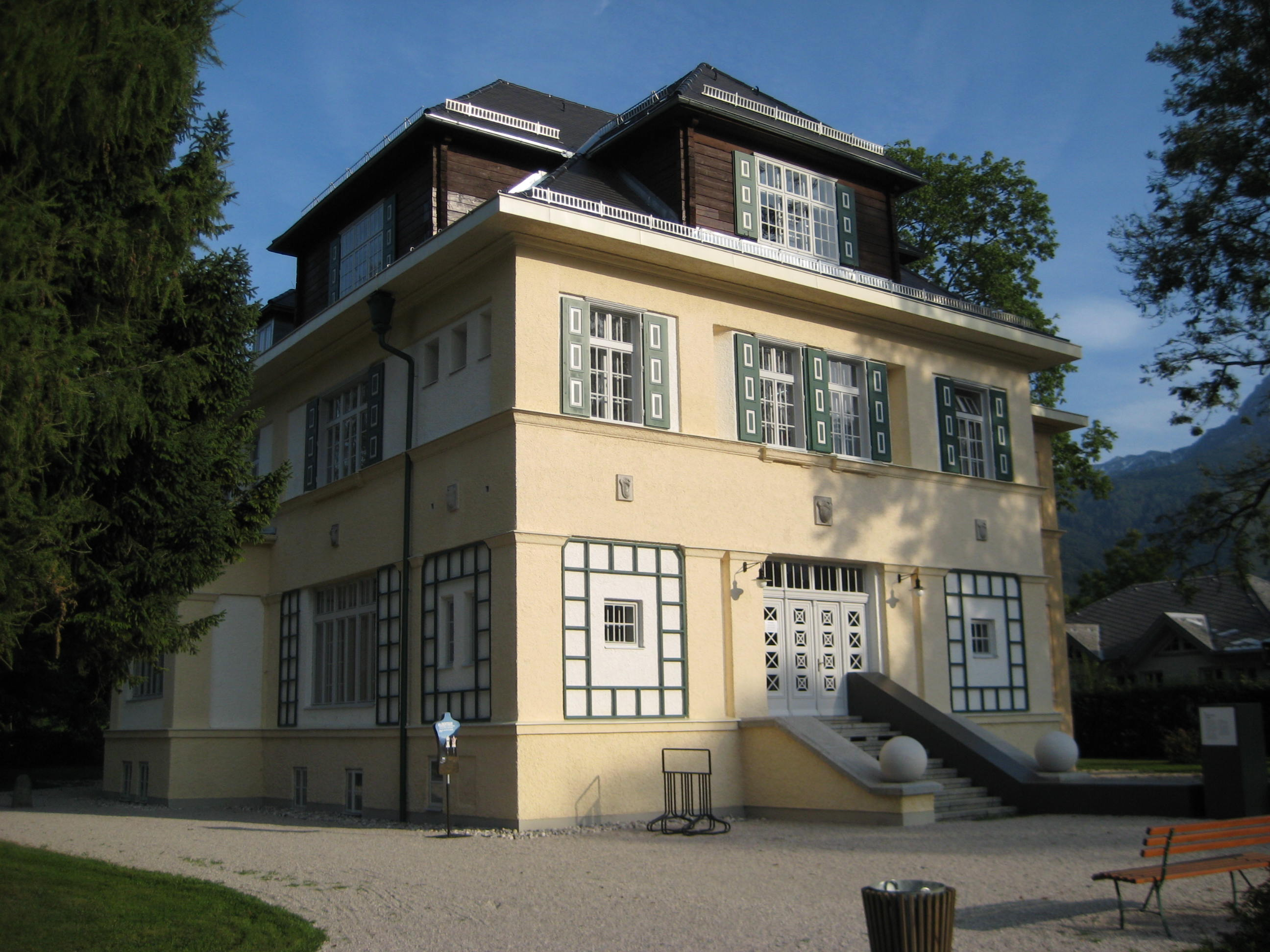
Die Deutschvilla 2008

Die Deutschvilla ist ein unter Denkmalschutz stehendes ehemaliges Wohnhaus in der Gemeinde Strobl im österreichischen Bundesland Salzburg. Es wird von der Kulturinitiative „Deutschvilla – Verein zur Förderung aktueller Kunst“ als Kulturzentrum genutzt. Die Villa trägt den Namen der früheren Besitzerfamilie Deutsch.

## Geschichte
Der Wiener Unternehmer George Schinteliffe-Blakey kaufte 1896 in Strobl das Grundstück unweit des Wolfgangsees, das er um 1906 mit einem zunächst einstöckigen Wohnhaus bebauen ließ.

### Sommersitz der Familie Deutsch
In der ersten Hälfte der 1920er Jahre kauften der Wiener Bankier Otto Deutsch und seine Frau Maria das Gebäude, ließen es 1923/24 nach ihren Vorstellungen aufstocken und umbauen. Die Pläne entwarf der Prager Architekt Viktor Kafka im Stil einer toskanischen Villa. Die Arbeiten in Strobl leitete ein Baumeister aus Bad Ischl. Im Erdgeschoß befanden sich das Entrée, eine Halle mit getäfelten Wänden und Holzdecke, das Herrenzimmer, das Esszimmer sowie die nach Osten gelegene Veranda, die später geschlossen wurde. Im Obergeschoß lagen die Schlafräume sowie Bäder, im ausgebauten Dachgeschoß weitere Räume, etwa für die Unterbringung von Personal. Die Küche sowie Wirtschaftsräume waren im Keller untergebracht. Das weitläufige Grundstück ließen die Besitzer von dem Salzburger Hans Kern nach dem Vorbild englischer Landschaftsparks gestalten. Die Familie Deutsch nutzte die Villa für ihre Sommerfrische.

### In der Zeit des Nationalsozialismus und der Besatzungsjahre
In der Zeit des Nationalsozialismus in Österreich wurde die Villa 1938 beschlagnahmt und als Heim des Bundes Deutscher Mädel genutzt. 1942 wurde die jüdische Familie Deutsch formal enteignet. Nach Ende des Zweiten Weltkriegs gehörte Strobl während der Besetzung durch alliierte Streitkräfte zur US-Besatzungszone. Das amerikanische Militär richtete in der Villa ein Offizierskasino mit Bar und Café ein, das bis zum Ende der Besatzungszeit 1955 darin betrieben wurde. 1948 war die Liegenschaft wieder der Familie Deutsch übertragen worden.

### Universitätspension und Leerstand
Bis zum Verkauf von Villa und Grundstück an die Gemeinde Strobl im Jahr 1988 befand sich die Deutschvilla ab 1958 im Besitz des Vereins „Freunde der Sommerhochschule der Universität Wien“, die darin während ihrer Sommeruniversität in Strobl die teilnehmenden Professoren und Studenten unterbrachte.
Nach dem Verkauf an die Gemeinde war die Zukunft der Villa zunächst unklar. Das Gebäude stand leer. Es wurde lediglich von einer gemeinnützigen örtlichen Organisation als Basar für Gebrauchtwaren genutzt und drohte zu verfallen. Zeitweilig erwog die Gemeinde den Abriss. Sie hatte die Liegenschaft vornehmlich erworben, um auf dem Grundstück ein Altenheim zu errichten. Die Deutschvilla war halt auch dabei, stellte Bürgermeister Josef Weikinger (ÖVP) fest. Das Seniorenwohnheim wurde 1990 auf dem Grundstück gebaut.

## Kulturelle Nutzung
Ab 1997 wurden neue Nutzungskonzepte für die Deutschvilla entwickelt. In diesem Jahr wurde das Dach erneuert sowie im Inneren Erhaltungsarbeiten vorgenommen. 2000 wurde das Haus unter Denkmalschutz gestellt. Weitere Sanierungsarbeiten fanden von 2004 bis 2007 statt. Dabei wurden auch die Malereien und die Wandbespannung des Entrées rekonstruiert.

### Verein "Deutschvilla - Verein zur Förderung aktueller Kunst"
Der Verein "Deutschvilla - Verein zur Förderung aktueller Kunst" wurde 1999 gegründet und pachtete die Villa ab dem Jahr 2000. In dieser Zeit wurde die Geschichte des Hauses umfassend erforscht und der in Vergessenheit geratenen Architekt, Viktor Kafka, ermittelt.
Seit 1999 sind in der Deutschvilla im Sommerhalbjahr Ausstellungen zu sehen. In zwei Räumen des Hauses werden jährlich bereits verstorbene Künstler vorgestellt. Zu sehen waren bereits Ausstellungen über Georg Trakl, Christine Lavant, Susanne Wenger, Ilse Weber, Fritz Löhner Beda, Wolfgang Paalen und Lotte Profohs. Die Kulturabteilung des Landes Salzburg veranstaltete 2002 ein Künstlersymposium mit internationaler Beteiligung.
Kuratoren
- 1998–2008: Veronika Hitzl aus St. Wolfgang
- 2008–2013: Paul Jaeg aus Gosau
- seit 2013: Ferdinand Götz aus Bad Ischl

Unter der Kuratorenschaft von Ferdinand Götz wurde das kulturelle Angebot in der Deutschvilla umfassender. Zum Beispiel wurde in der Ausstellung "SOS Wasser" auch die Bedrohung des wertvollen Guts dargestellt. Die Schau "Dinge" widmete sich der Entwicklung der Produktgestaltung vom Beginn der Moderne bis zur Gegenwart. "Wohlstandsmaschinen" lieferte einen Einblick in die Industriegeschichte Österreichs. Im Jahr 2008 wurde die zur Oberösterreichischen Landesausstellung Salzkammergut gehörende Ausstellung un.SICHTBAR.Widerständiges im Salzkammergut gezeigt, die den Widerstand gegen den Nationalsozialismus in der Region behandelte.
Parallel zu den Ausstellungen finden in den Sommermonaten Konzerte, Lesungen, Vorträge und Symposien statt.

### Ausstellungen (Auswahl)
- 1999: So schön kann Strobl Ferdinand Götz, Friederike Immervoll, Leopold Immervoll, Paul Jaeg.
- 2000: Baldinger & Winter, Mady Braun: Annoncen
- 2001: Der Salon
- 2002: jam, Eva Maria Mazzucco: Ein Leben für die Kunst
- 2003: den Raum beziehen, Marianne Ewaldt: 7-Pfade-Labyrinth
- 2004: Raumillusionen, Architekt gesucht
- 2005: KG talstation auf Sommerfrische, Heima(r)t, Intim, Cy Stefner: NOMAN.Spyderhouse, ein/richten
- 2006: Flügelgrün, Schattenseiten und Flugversuche, NÄHE FERNE, gefangene seelen - gefüllte schwänze, D’Riedl Krampuspass
- 2008: un.SICHTBAR.Widerständiges im Salzkammergut[7]
- 2009: Künstler/Künstlerinnen Petra Moiser, Johannes Ziegler, Bernhard Gwiggner, Peter Haas, Eva Musil, Josef Linschinger, Ferdinand Reisenbichler, Künstlergruppe SINNENBRAND.
- 2010: Künstler/Künstlerinnen Astrid Rieder, Ulrike Merk, Otto Beck, Silvia Yasmin Khan und Freunde, Andrea Birgel, Elisabeth Schmirl, Stefan Heizinger, Christian Ecker, Erich Gruber, Michael Sobotka, Stucka Stucka.
- 2011: minimal housing
- 2012: Farben und Formen in Gefügen
- 2014: Schrift im Bild[8][9]
- 2015: Soshana. Ein Leben. Weltgeschichten
- 2016: 3xAltenburg, Kunstuniversität Linz
- 2018: Kein Kopf Vier Menschen[10]
- 2019: Einfach schön heut, SOS Wasser, Dinge
- 2020: Vorort 2, Wohlstandsmaschinen[11], Im Trüben Fischen
- 2021: Alpine Landschaften[12], Von Geburt und Tod[13]
- 2022: Das Bild zum Ton[14]
- 2024: Stille